# Vojtina
Vojtina (cyr. Војтина) – wieś w Czarnogórze, w gminie Pljevlja. W 2011 roku liczyła 64 mieszkańców.